# Ammannia desertorum
Ammannia desertorum är en fackelblomsväxtart som beskrevs av Blatter och Hallb.. Ammannia desertorum ingår i släktet Ammannia och familjen fackelblomsväxter. Inga underarter finns listade i Catalogue of Life.